# I Wanna Rule the World
I Wanna Rule the World is een nummer van 10cc. Het is afkomstig van hun album How Dare You!.
Gezien de titel lijkt het alsof iemand de wereldheerschappij nastreeft. Pas aan het eind van het lied, blijkt degene die de wereld wil onderwerpen een zeer bescheiden iemand te zijn, die waarschijnlijk gepest wordt. How you gonna do it: Little by little en noem me nooit meer a freckled, spotty, specky, four eyed Weedy little creep zijn aanwijzingen dat het in dit lied niet zo’n vaart niet zal lopen. 
Een directe verwijzing naar Adolf Hitler werd niet gegeven, maar gezien de karaktertrekken van de hoofdpersoon lijkt er een verband te zijn.

## Musici
- Lol Creme – zang, orgel, piano, achtergrondzang
- Kevin Godley – slagwerk, pauken, maraca's, achtergrondzang
- Eric Stewart – gitaar, achtergrondzang
- Graham Gouldman – basgitaar, achtergrondzang

Zie ook Tears for Fears: Eveybody Wants to Rule the World.